# الدوري الأيرلندي 1912–13
الدوري الأيرلندي 1912–13 (بالإنجليزية: 1912–13 Irish League)‏ هو الموسم 23 من الدوري الأيرلندي. أشرف على تنظيمه الاتحاد الأيرلندي لكرة القدم، وفاز فيه غلينتوران.